# Zwitserse Volkspartij
De Zwitserse Volkspartij (SVP/UDC; Duits: Schweizerische Volkspartei, Frans: Union démocratique du centre, Italiaans: Unione Democratica di Centro, Reto-Romaans: Partida Populara Svizra) is een rechts-conservatieve en nationalistische partij in Zwitserland. De SVP/UDC is de grootste partij van Zwitserland en heeft twee zetels in de Bondsraad. De partij telt ongeveer 85.000 leden.

## Geschiedenis
De voorloper van de SVP/UDC, de Boerenpartij (Duits: Bauernpartei, Frans: Parti des paysans), werd in 1917 in de kantons Bern en Zürich opgericht als afsplitsing van de Vrijzinnig-Democratische Partij (FDP/PRD/PLR). De oprichters van de Boerenpartij vonden dat de FDP/PRD/PLR te veel oog had voor de belangen van de welvarende stedelingen, en zich te weinig bekommerde om de boeren en de middenklasse. Bij de parlementsverkiezingen van 26 oktober 1919, de eerste landelijke verkiezingen waar de Boerenpartij aan deelnam, kreeg de partij 15,3% van de stemmen, goed voor 29 zetels. In de jaren 1920 werden er in andere protestantse, agrarische kantons Boerenpartijen opgericht die zich bij de Boerenpartij van Bern en Zürich aansloten. De protectionistische en conservatieve ideeën van de leiders van de Boerenpartijen spraken veel Zwitsers in landelijke gebieden aan. Dit gold evenwel vrijwel uitsluitend voor landelijke gebieden waar de bevolking gereformeerd is, en niet in de katholieke landelijke gebieden. Het lukte de partij in het eerste stadium echter niet om een groot aantal middenstanders aan zich te binden.
In 1929 werd de boerenleider Rudolf Minger in de Bondsraad gekozen. Hij kwam in de plaats van de gestorven Karl Scheurer (FDP/PRD/PLR) en werd hiermee het eerste lid van de Boerenpartij in de Bondsraad. Voor de regeringspartijen FDP/PRD/PLR en de Zwitserse Conservatieve Volkspartij (SKVP) was het natuurlijk niet prettig om een derde partij bij het bestuur van het land te betrekken, maar zij prefereerden de conservatieve Boerenpartij sterk boven de Sociaaldemocratische Partij van Zwitserland (SP/PS). Sindsdien maakt de Boerenpartij en haar opvolger de Zwitserse Volkspartij ononderbroken deel uit van de federale regering, met uitzondering van het jaar 2008.
In 1936 werd de Boerenpartij gereorganiseerd en nam de naam Partij van Boeren, Middenstanders en Burgers (Duits: Bauern-, Gewerbe- und Bürgerpartei, Frans: Parti des Paysans, Artisans et Indépendants). De partij wist in de daaropvolgende jaren haar basis te verbreden en onder andere middenstanders en stedelijke conservatieven aan te trekken.
Tot 1980 werd de partij uitsluitend in de Bondsraad vertegenwoordigd door inwoners uit het kanton Bern, maar daar kwam in 1980 een einde aan toen Leon Schlumpf uit Graubünden in de Bondsraad werd gekozen.
In 1971 fuseerde de BGB met de Democratische Partijen van Glarus en Graubünden. De nieuwe partij nam de naam Zwitserse Volkspartij aan. In de jaren zeventig werd er ook een jeugdafdeling opgericht, Junge SVP genaamd. In de jaren 1990 versterkte de SVP/UDC haar positie door leidende figuren uit enkele uiterst rechtse partijen, met name de Autopartei (later: Freiheits-Partei der Schweiz) en de Zwitserse Democraten. Hierdoor werd de SVP/UDC nog rechtser dan voorheen.
Vanaf de jaren 1980 werd ondernemer Christoph Blocher een boegbeeld van de partij. Hij is de grootste geldschieter van de SVP/UDC en was partijvoorzitter van de SVP van het kanton Zürich en lid van de Nationale Raad.
Bij de parlementsverkiezingen van 19 oktober 2003 verkreeg de SVP/UDC 26,7% van de stemmen, goed voor 55 zetels in de Nationale Raad. De SVP/UDC werd hiermee de grootste partij in de Nationale Raad, terwijl de partij in de Kantonsraad de partij slechts 8 zetels (17,4%) wist te verwerven en hier de kleinste partij werd. Door deze verkiezingsoverwinning stelde Blocher zich kandidaat voor de Bondsraad. Hij werd op 10 december 2003 gekozen. Hij werd hiermee het tweede Bondsraadslid naast Samuel Schmid, die lid van de Bondsraad was sinds 2000. Door de verkiezing van een tweede SVP/UDC'er in de Bondsraad wijzigde de toverformule ("Zauberformel"), de zetelverdeling binnen de Bondsraad met tot dan toe 2 FDP/PRD/PLR'ers, 2 CVP/PDC/PPD'ers, 2 SP/PS'ers en 1 SVP/UDC'er die sinds 1959 van kracht was.

### Heden
Reeds onder Blocher was de SVP/UDC in het kanton Zürich van een traditionele boeren- en handwerkerspartij geëvolueerd naar een rechts-populistische partij. Naarmate de macht van Blocher ook op federaal vlak toenam transformeerden Blocher en de zijnen de SVP/UDC tot een rechts-populistische partij, overigens niet tot voldoening van alle SVP/UDC'ers. Het door de partij omarmde populisme komt onder andere tot uitdrukking in de beschimping van andere partijen die Links en Aardig worden genoemd.
De laatste jaren is de SVP/UDC erin geslaagd om haar invloed in het Franstalige Romandië en in de Rooms-katholieke kantons te vergroten.
Bij de verkiezingen van 21 oktober 2007 boekte de SVP/UDC wederom winst en verkreeg 29,0% van de stemmen, goed voor 62 zetels in de Nationale Raad en bleef de grootste partij van het land. Omstreden was de campagne van de SVP/UDC in aanloop naar de verkiezingen. De SVP/UDC kwam met een verkiezingsposter waarop drie witte schapen een zwart schaap van de Zwitserse vlag afschopten: Een verwijzing naar het door de SVP/UDC voorgestane beleid ten aanzien van criminele asielzoekers en vreemdelingen, die volgens de partij uit het land moeten worden gezet. Even omstreden was het anti-drugsfilmpje van de SVP/UDC getiteld Himmel und Hölle.
In de Bondsraadverkiezingen volgend op deze verkiezingen werd Blocher niet meer gekozen in de Bondsraad. In zijn plaats werd Eveline Widmer-Schlumpf gekozen. De partij vond dat zij hierdoor niet meer naar behoren werd vertegenwoordigd in de Bondsraad en sloot Samuel Schmid en Eveline Widmer-Schlumpf van de fractie uit. De nationale SVP/UDC heeft een uitsluitingsprocedure tegen Eveline Widmer-Schlumpf in gang gezet. Door de interne strijd is een meer gematigd deel van de partij uitgetreden en heeft een nieuwe partij, de Burgerlijk-Democratische Partij (BDP) gesticht waarvan ook de Bondsraden Samuel Schmid en Eveline Widmer-Schlumpf lid zijn geworden.
Na het terugtreden als Bondsraad van Samuel Schmid heeft de partij, een niet aangevochten, aanspraak gemaakt op de vrijkomende zetel. Hiervoor stelde de SVP Christoph Blocher en Ueli Maurer kandidaat. Tijdens de Bondsraadverkiezingen werd Ueli Maurer met de kleinst mogelijk meerderheid, in de derde kiesronde, gekozen. Een groot aantal parlementariërs had de voorkeur voor het meer liberale SVP parlementslid Hansjörg Walter. Christoph Blocher heeft in de eerste kiesronde minder stemmen gekregen dan Ueli Maurer en zijn kandidatuur teruggetrokken.
In november 2009 behaalde de partij opnieuw een succes toen een voorstel tot verbod van de bouw van minaretten bij referendum door een meerderheid van de bevolking werd aangenomen. Opnieuw had de SVP een provocerende poster in de strijd gebracht: een landkaart van Zwitserland bezaaid met minaretten die lijken op raketten. Daarbij kijkt een vrouw in boerka de kiezers dreigend aan.
Bij de parlementsverkiezingen van 19 oktober 2015 boekte de SVP onder leiding van voorzitter Toni Brunner een spectaculaire winst. Met 29,5 procent van de stemmen brak de partij niet alleen haar eigen electoraal record maar verstevigt ze ook haar positie als grootste partij van de Zwitserse Confederatie. Door het binnenhalen van elf nieuw verkozen volksvertegenwoordigers bezit de partij nu 65 van de 200 zetels in de Nationale Raad. Volgens een opiniepeiling zou vooral de Europese vluchtelingencrisis van 2015 een doorslaggevende rol hebben gespeeld in het kiesgedrag van de Zwitsers.

De partij verloor evenwel de volgende verkiezingen, die van 2019.

## Ideologie
De SVP/UDC is een rechts, populistische partij die de vrije markteconomie omhelst en voorstander is van isolationistische binnenlandse politiek. De partij is tegen lidmaatschap voor Zwitserland van de Verenigde Naties, de NAVO en de Europese Unie. Daarnaast is de partij tegen de openstelling van de grenzen (Schengen). Ze is voor een leidende rol van het leger en de politie, tegen vredesmissies van het Zwitserse leger in het buitenland (Kosovo bijvoorbeeld). Ook is de partij voorstander van het afbouwen van de regeringsmacht en wil het meer macht geven aan het volk. De partij is tegen een ongecontroleerde toestroom van buitenlanders en wil een verbeterde regeling ten aanzien van misbruik door asielzoekers van het asiel. De partij is ook tegen het uitbreiden van het openbaar vervoer. Sterker nog, de partij is juist voorstander van het wegnemen van beperkingen voor de automobilist.
De SVP/UDC staat niet bekend als een partij die veel op heeft met de rechten van de vrouw. In het verleden was de partij tegen het verlenen van stemrecht aan de vrouw, pas in 1971 stemden zij vóór de invoering van het vrouwenkiesrecht. De opvattingen van de SVP/UDC over de positie van de vrouw zijn traditioneel: de vrouw is in de eerste plaats moeder en dient zorg te dragen voor man (kostwinner) en kind.
De SVP/UDC staat negatief tegenover ideeën van de FDP/PRD/PLR en SP/PS om softdrugs te legaliseren. De partij is tegen het gebruik van drugs, uitgezonderd tabak en alcohol.
Directe democratie wordt door de SVP/UDC gezien als "ware democratie" en dient verder te worden uitgebouwd. Dankzij de directe democratie in Zwitserland is de SVP/UDC groot geworden.
Wat nog vermeld dient te worden is dat de partij te verdelen valt in een Berner vleugel, die haar thuisbasis heeft in de kantons Bern en Graubünden en een burgerlijk conservatieve koers van de partij voorstaat. Samuel Schmid en Eveline Widmer-Schlumpf, beiden Bondsraadslid, werden na hun uitsluiting uit de SVP, tot deze vleugel gerekend. Daarnaast is er een Züricher vleugel, die voorstander is van een radicaal-liberaal economisch beleid en populistische standpunten inneemt. Christoph Blocher en partijpresident Toni Brunner worden tot deze vleugel gerekend. De Züricher vleugel is anno 2008 de machtigste.
Verder dient te worden opgemerkt dat de SVP/UDC toen zij in 1936 als BGB werd opgericht, een relatief gematigde boerenpartij was die zich duidelijk richtte op het politieke midden. Deze situatie bleef ongewijzigd toen de partijnaam in 1971 werd gewijzigd in de huidige benaming. Iets van dat gematigde karakter klinkt nog door in de Frans-, Italiaans- en Retoromaanse partijnamen, waarin het wordt "centrum" een prominente plaats inneemt. De verschuiving naar rechts vond eerst in de jaren '80 plaats en bereikte haar hoogtepunt in de jaren '90 en het eerste decennium na de eeuwwisseling.
| Standpunt                                                     |
| Pensioengerechtigde leeftijd naar 67 jaar                     |
| Zwangerschapsverlof naar 24 weken                             |
| Meer sociale voorzieningen voor families met een laag inkomen |
| Meer geld naar integratie van migranten                       |
| Strengere inburgeringseisen                                   |
| Verruiming adoptiewetgeving ten gunste van homoseksuele paren |
| Strenge abortuswetgeving                                      |
| Federale belastingverhoging                                   |
| Handhaving moratorium genetische manipulatie                  |
| Geleidelijke afbouw kernenergie                               |
| Een kleiner leger                                             |
| Toetredingsonderhandelingen met de EU                         |
| Actievere buitenlandpolitiek                                  |
| Vrij verkeer van personen tussen Zwitserland en de EU         |
| Invoering federaal minimumloon                                |
| Bron: smartvote.ch                                            |

## Bondsraad
| Afbeelding | Persoon      | Kanton | Departement        | Periode          | Bondspresident         |
|            | Ueli Maurer  | ZH     | Defensie Financiën | 2009-2016 -heden | bondspresident in 2013 |
|            | Guy Parmelin | VD     | Defensie           | 2015-heden       |                        |

## Vrouwenafdeling en jongerenafdeling
De vrouwenafdeling van de SVP/UDC heet SVP Frauen (SVP Vrouwen) en staat onder leiding van Rita Gygax.
De jongerenafdeling van de SVP/UDC wordt Junge SVP (Jonge SVP) genoemd. De Junge SVP werd in 1971 opgericht. De Junge SVP is onafhankelijk maar nauw verbonden met de SVP/UDC. Veel huidige SVP/UDC-politici begonnen hun politieke carrière binnen de Junge SVP. De Junge SVP staat onder leiding van voorzitster Désirée Stutz.
Naast een vrouwen- en jongerenafdeling is er ook nog een senioren afdeling SVP Senioren en een afdeling voor in het buitenland wonende Zwitsers, de SVP International.

## Fractie
In de Bondsvergadering vormt de SVP een fractie met de Lega dei Ticinesi (Liga van Ticino) (Fractie van de Zwitserse Volkspartij in de Bondsvergadering) en de Geneefse Burgerbeweging. Daarnaast is er nog één partijloze parlementariër lid van de fractie. Fractiepresident is Adrian Amstutz uit het kanton Bern. Hij is lid van de Nationale Raad.
| Fractie SVP in de Bondsvergadering |                                                     |
| Fractievoorzitter:                 | Ignazio Cassis                                      |
| Partijen:                          | SVP (65/5), Lega (2/0), MCG (1/0), partijloos (0/1) |
| Zetels:                            | 74 (Nationale Raad: 68; Kantonsraad: 6)             |

## Voorzitters van de BGB/SVP/UDC
- Rudolf Reichling - 1937 - 1945
- Rudolf Weber - 1946 - 1952
- Karl Renold - 1953 - 1956
- Walter Siegenthaler - 1956 - 1965
- Hans Conzett - 1965 - 1976
- Fritz Hofmann - 1976 - 1984
- Adolf Ogi - 1984 - 1988
- Hans Uhlmann- 1988 - 1996
- Ueli Maurer - 1996 - 2007
- Toni Brunner - 2007 - 2016
- Albert Rösti - 2016 - heden

Secretaris-generaal van de partij is Gabriel Lüchinger.

## Verkiezingsresultaten
| Zetelverdeling CVP 1987-2019 Nationale Raad |        |       |         |
| Jaar                                        | Zetels | %     | +/−     |
| 1987                                        | 25     | 11,2  | 2       |
| 1991                                        | 25     | 11,90 | Stabiel |
| 1995                                        | 29     | 14,90 | 4       |
| 1999                                        | 44     | 22,56 | 15      |
| 2003                                        | 55     | 26,80 | 11      |
| 2007                                        | 62     | 29,01 | 7       |
| 2011                                        | 54     | 26,60 | 8       |
| 2015                                        | 65     | 29,43 | 11      |
| 2019                                        | 53     | 25,6  | 12      |

| Zetelverdeling CVP 1987-2019 Kantonsraad |        |
| Jaar                                     | Zetels |
| 1987                                     | 4      |
| 1991                                     | 4      |
| 1995                                     | 5      |
| 1999                                     | 7      |
| 2003                                     | 8      |
| 2007                                     | 7      |
| 2011                                     | 5      |
| 2015                                     | 5      |
| 2019                                     | 6      |